# Лез-Авеньєр
Лез-Авеньє́р (фр. Les Avenières) — колишній муніципалітет у Франції, у регіоні Овернь-Рона-Альпи, департамент Ізер. Населення — 5437 осіб (2011).
Муніципалітет був розташований на відстані близько 440 км на південний схід від Парижа, 55 км на південний схід від Ліона, 50 км на північний захід від Гренобля.

## Історія
До 2015 року муніципалітет перебував у складі регіону Рона-Альпи. Від 1 січня 2016 року належав до нового об'єднаного регіону Овернь-Рона-Альпи.
1 січня 2016 року Лез-Авеньєр і Вейрен-Тюеллен було об'єднано в новий муніципалітет Лез-Авеньєр-Вейрен-Тюеллен.

## Демографія
Динаміка населення (Cassini ):
Розподіл населення за віком та статтю (2006):
| Стать | Всього | До 15 років | 15-24 | 25-44 | 45-64 | 65-85 | Понад 85 |
| --- | ------ | ----------- | ----- | ----- | ----- | ----- | -------- |
| Чоловіки | 2384   | 506         | 230   | 682   | 556   | 397   | 13       |
| Жінки | 2406   | 476         | 259   | 622   | 611   | 399   | 39       |
| \| Статево-вікова піраміда \| Статево-вікова піраміда \| Статево-вікова піраміда \| \| ----------------------- \| ----------------------- \| ----------------------- \| \| Чоловіки \| Вік \| Жінки \| \| 13 \| 85 + \| 39 \| \| 55 \| 80-84 \| 59 \| \| 93 \| 75-79 \| 81 \| \| 139 \| 70-74 \| 153 \| \| 110 \| 65-69 \| 106 \| \| 147 \| 60-64 \| 151 \| \| 130 \| 55-59 \| 151 \| \| 130 \| 50-54 \| 151 \| \| 149 \| 45-49 \| 158 \| \| 156 \| 40-44 \| 144 \| \| 206 \| 35-39 \| 201 \| \| 153 \| 30-34 \| 161 \| \| 167 \| 25-29 \| 116 \| \| 112 \| 20-24 \| 108 \| \| 118 \| 15-20 \| 151 \| \| 175 \| 10-14 \| 159 \| \| 212 \| 5-9 \| 133 \| \| 119 \| 0-4 \| 184 \| |        |             |       |       |       |       |          |
| Статево-вікова піраміда |        |             |       |       |       |       |          |
| Чоловіки | Вік    | Жінки       |       |       |       |       |          |
| 13 | 85 +   | 39          |       |       |       |       |          |
| 55 | 80-84  | 59          |       |       |       |       |          |
| 93 | 75-79  | 81          |       |       |       |       |          |
| 139 | 70-74  | 153         |       |       |       |       |          |
| 110 | 65-69  | 106         |       |       |       |       |          |
| 147 | 60-64  | 151         |       |       |       |       |          |
| 130 | 55-59  | 151         |       |       |       |       |          |
| 130 | 50-54  | 151         |       |       |       |       |          |
| 149 | 45-49  | 158         |       |       |       |       |          |
| 156 | 40-44  | 144         |       |       |       |       |          |
| 206 | 35-39  | 201         |       |       |       |       |          |
| 153 | 30-34  | 161         |       |       |       |       |          |
| 167 | 25-29  | 116         |       |       |       |       |          |
| 112 | 20-24  | 108         |       |       |       |       |          |
| 118 | 15-20  | 151         |       |       |       |       |          |
| 175 | 10-14  | 159         |       |       |       |       |          |
| 212 | 5-9    | 133         |       |       |       |       |          |
| 119 | 0-4    | 184         |       |       |       |       |          |

## Економіка
2010 року серед 3407 осіб працездатного віку (15—64 років) 2495 були активними, 912 — неактивними (показник активності 73,2%, у 1999 році було 72,5%). З 2495 активних мешканців працювали 2183 особи (1214 чоловіків та 969 жінок), безробітними було 312 (129 чоловіків та 183 жінки). Серед 912 неактивних 246 осіб було учнями чи студентами, 345 — пенсіонерами, 321 була неактивною з інших причин.

У 2010 році в муніципалітеті числилось 2241 оподатковане домогосподарство, у яких проживали 5430,0 особи, медіана доходів виносила 17 597 євро на одного особоспоживача